# ドナルドのワールドシリーズ
『ドナルドのワールドシリーズ』（原題：Slide, Donald, Slide）は、ウォルト・ディズニー・プロダクション（現：ウォルト・ディズニー・カンパニー）が製作した1949年11月25日公開のアニメーション短編映画作品。ドナルドダック・シリーズの第89作である。

## あらすじ
クラシック音楽をラジオで楽しんでいたミツバチ。突如、ワールドシリーズの実況中継を聴きにドナルドが割ってはいる。両者によるラジオチャンネルの取り合いが始まった。

## スタッフ
- 製作：ウォルト・ディズニー
- 監督：ジャック・ハンナ
- 脚本：ニック・ジョージ、ビル・バーグ
- 音楽：オリバー・ウォレス
- 美術：エール・グレイシー
- 背景：
- 原画：ボブ・チャールソン、ヴォルス・ジョーンズ、ビル・ジャスティス

## キャスト
| キャラクター   | 原語版               | 旧吹き替え版 | 新吹き替え版 |
| -------------- | -------------------- | ------------ | ------------ |
| ドナルドダック | クラレンス・ナッシュ | 関時男       | 山寺宏一     |
| ラジオの実況   | ?                    | ?            | ?            |
| ナレーター     | -                    | 江原正士     | -            |

## 日本での公開

### 収録
- 『ドナルドダック・クロニクル Vol.3 限定保存版』（DVD、ブエナ・ビスタ・ホーム・エンターテイメント、新吹き替え版）
- 『ミッキー＆オールスターズ アドベンチャーセレクション』（VHS、ブエナ・ビスタ・ホーム・エンターテイメント、（新吹き替え版）